# جام فراترنیداد ۱۹۸۰
جام فراترنیداد ۱۹۸۰ دهمین دوره جام فراترنیداد بود، رقابت فوتبال برای باشگاه‌های آمریکای مرکزی که توسط اونکاف برگزار شد.

## تیم‌ها
| کشور       | تیم            | نحوه حضور       |
| ---------- | -------------- | --------------- |
| السالوادور | سانتیاگوئنیو   | قهرمان لیگ      |
| السالوادور | آگویلا         | نایب قهرمان لیگ |
| السالوادور | فاس            | رتبه سوم لیگ    |
| السالوادور | آلیانسا        | رتبه ششم لیگ    |
| گواتمالا   | کامیونیکیشنس   | قهرمان لیگ      |
| گواتمالا   | کوبان ایمپریال | نایب قهرمان لیگ |
| گواتمالا   | مونیسیپال      | رتبه سوم لیگ    |
| گواتمالا   | سوئیچتپکز      | رتبه چهارم لیگ  |
| هندوراس    | ماراتن         | قهرمان لیگ      |
| هندوراس    | یونیورسیداد    | نایب قهرمان لیگ |
| هندوراس    | ویکتوریا       | رتبه سوم لیگ    |
| هندوراس    | برونکوس        | رتبه چهارم لیگ  |

## مرحله اول
| تیم ۱        | نتیجه نهایی | تیم ۲             | بازی رفت | بازی برگشت |
| ------------ | ----------- | ----------------- | -------- | ---------- |
| ماراتن       | ۱–۱۰        | فاس               | ۱–۲      | ۰–۸        |
| آگویلا       | ۶–۴         | سوئیچتپکز         | ۴–۳      | ۲–۱        |
| سانتیاگوئنیو | ۴–۶         | مونیسیپال         | ۲–۱      | ۲–۵        |
| برونکوس      | ۱–۰         | کوبان ایمپریال    | ۱–۰      | ۰–۰        |
| یونیورسیداد  | ۲–۳         | آلیانسا           | ۱–۱      | ۱–۲        |
| کامیونیکیشنس | ۴–۱         | دپورتیوو ویکتوریا | ۱–۰      | ۳–۱        |

## مرحله دوم
| تیم ۱        | نتیجه نهایی | تیم ۲     | بازی رفت | بازی برگشت |
| ------------ | ----------- | --------- | -------- | ---------- |
| کامیونیکیشنس | ۲–۴         | فاس       | ۲–۱      | ۰–۳        |
| برونکوس      | ۴–۳         | مونیسیپال | ۲–۱      | ۲–۲        |
| آگویلا       | ۲–۷         | آلیانسا   | ۲–۳      | ۰–۴        |

## مرحله نهایی
| رتبه | تیم     | بازی | برد | مساوی | باخت | گل زده | گل خورده | گل تفاضل | امتیاز |
| ---- | ------- | ---- | --- | ----- | ---- | ------ | -------- | -------- | ------ |
| ۱    | برونکوس | ۴    | ۲   | ۲     | ۰    | ۳      | ۱        | ۲+       | ۶      |
| ۲    | آلیانسا | ۴    | ۰   | ۳     | ۱    | ۱      | ۲        | ۱−       | ۳      |
| ۳    | فاس     | ۴    | ۰   | ۳     | ۱    | ۰      | ۱        | ۱−       | ۳      |

| آلیانسا | ۰–۰ | فاس |
| ------- | --- | --- |
|         |     |     |

| فاس | ۰–۰ | آلیانسا |
| --- | --- | ------- |
|     |     |         |

| برونکوس | ۰–۰ | آلیانسا |
| ------- | --- | ------- |
|         |     |         |

| فاس | ۰–۰ | برونکوس |
| --- | --- | ------- |
|     |     |         |

| برونکوس | ۱–۰ | فاس |
| ------- | --- | --- |
|         |     |     |

| برونکوس | ۲–۱ | آلیانسا |
| ------- | --- | ------- |
|         |     |         |

## قهرمان
| قهرمان جام فراترنیداد ۱۹۸۰ |
| -------------------------- |
| برونکوس اولین قهرمانی      |